# Székely Mihály (gépészmérnök)

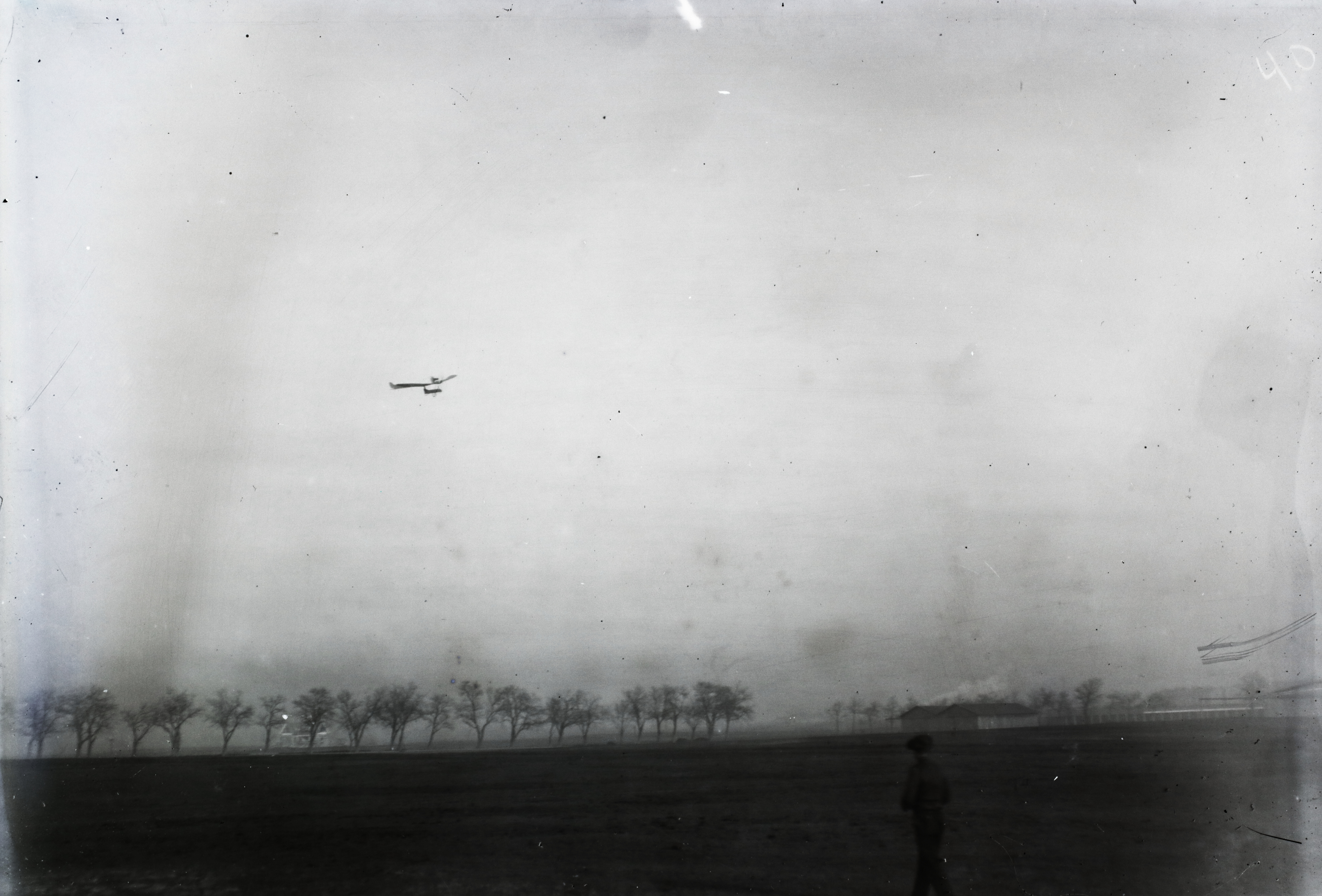
Székely Mihály Parasol típusú alsóüléses repülőgépe

Székely Mihály (Szrnka Mihály) (Szarvas, 1885. január 11. – Budapest, 1959. április 3.) magyar gépészmérnök, repülőgép szerkesztő, pilóta.

## Életpálya
Alapiskoláit 1895–1903 között Szarvason végezte. A Műegyetemen szerzett gépészmérnöki oklevelet.

### Székely–1
Rákos-mezőn épült első, kétfedelű repülőgépe 1910 áprilisában sikeresen repült. A békéscsabai Kvasz András és a gyulai Dobos István nyújtott segítséget gépének megépítéséhez. Saját maga végezte a berepülést. 30 lóerős francia gyártmányú motor biztosította a működéshez szükséges erőt. Próbarepülései során 5–15 méter magasságban 100–400 méteres utakat tett meg. A gép vezetéséhez három kormányt építettek, iránykormányt, magassági kormányt és oldal-egyensúlyozót. 1910-ben a Rákos-mezőn rendezett repülőversenyen a harmadik helyet érte el. Májusban az első magyar pilóta lett, aki utast vitt magával. Csermely Károly menyasszonya lett az első magyar női légiutas.
Szakmai munkájának elismeréseként 1911-ben Franciaországba küldték a repülés tanulmányozására. Bécsújhelyen állami ösztöndíjjal hivatalos repülőgép vezetői vizsgát tett. Berepülő pilótának és repülőgép tervezőnek szerződtették. Itt rendezett nemzetközi versenyen 1090 méteres rekordmagasságba emelkedett 1911. július 19-én a Bécsújhely–Győr–Esztergom–Budapest útvonalon az első távrepülést hajtotta végre. A közbenső állomásokon üzemanyag felvétel miatt le kellett szállnia. 1911-ben az első pilóta, aki a fővárosból vidékre napilapot szállított. Teljesítményeinek elismeréseként a kormány 30 000 koronát utalt ki részére, hogy fordítsa a hazai repülés fejlesztésére.

### Canard
1911-ben elkészült az első gépe, az egyfedelű Canard (kacsa). Tolómotoros gép egy 50 lóerős Oerlikon motorral repült. Az első berepülésnél összetört.

### Újság
1912-ben megépült az egyfedelű Újság. Merevített, egysíkú, zárt-törzsű gépet egy 30 lóerős Oerlikon motor működtette.

### Parasol
1913-ban megépült az egyfedelű Parasol (napernyő). A kétüléses, nyitott törzsű gépet egy 50 lóerős Darracq motor mozgatta, tömege 260 kilogramm, fesztávolsága 11, hossza 8,8, magassága 2,9 méter, sebessége 70 kilométer/óra. Július 20-án Szarvason bemutató repülést végzett.

### Bübü
1913-ban megépült az egyfedelű Bübü. Vízhűtéses 50 lóerős Oerlikon motorral üzemeltették. Merevített, négyszögtörzsű gép.
Dobos István pilóta Mezőtúrról – Budapestre repült, két alkalommal üzemanyag felvétel miatt leszállt. A 140 kilométeres távolságot zavartalanul repülte végig.
1913. augusztus 20-án rendezett budapesti repülőversenyen Parasol gépével lezuhant, kórházba került. Felgyógyulva végleg lemondott a további repülésekről. Az 1. világháborúban az aradi repülőgépgyárban volt tervező mérnök, majd Asperben pilóta kiképzést vezető.
1918-tól a Magyar Repülőgépgyár Rt. mérnöke. A későbbi években gépjármű szerkesztéssel foglalkozott.

## Írásai
Az Újság című napilap repülési rovatának vezetője.

## Emlékezete
- Emlékét Szarvason a Tessedik Sámuel Múzeum falán emléktábla őrzi.
- Esztergom-Kertvárosban 2007 óta utca viseli a nevét,[4] illetve emléktáblája is állt a városrészen.